# Kap Nowosilski
Kap Nowosilski (russisch Мыс Новосильского Mys Nowosilskowo) ist ein Kap an der vereisten Oates-Küste des ostantarktischen Viktorialands. Es liegt unmittelbar westlich der Slawa-Schelfeises.
Luftaufnahmen entstanden im Januar 1947 im Zuge der US-amerikanischen Operation Highjump (1946–1947). Wissenschaftler einer Sowjetischen Antarktisexpedition erstellten 1956 neuerliche Luftaufnahmen und benannten das Kap. Namensgeber ist Leutnant Pawel M. Nowosilski, Offizier der Mirny unter Kapitän Michail Lasarew bei der ersten russischen Antarktisexpedition (1819–1821) unter der Leitung Fabian Gottlieb von Bellingshausens.